# Craig Goldman
Craig Alan Goldman (Fort Worth, 3 ottobre 1968) è un politico statunitense, membro della Camera dei Rappresentanti per lo stato del Texas dal 2025.

## Biografia
Nato a Fort Worth in una famiglia ebrea, Craig Goldman frequentò l'Università del Texas ad Austin, conseguendo la laurea in scienze politiche. Lavorò successivamente nel settore immobiliare a Fort Worth e nella gestione dell'attività commerciale di famiglia.
Per oltre vent'anni lavorò per l'elezione di politici conservatori in cariche statali e nazionali. Nel 2012, dopo una prima campagna infruttuosa nel 2007, si candidò con il Partito Repubblicano alla Camera dei rappresentanti del Texas; risultò eletto con il 59,4% dei voti. Assunse l'incarico a gennaio del 2013 e prestò servizio per dodici anni, fino a gennaio 2025. Durante la sua permanenza nell'assemblea, svolse anche l'incarico di leader di maggioranza.
Nel 2024, Goldman si candidò alla Camera dei Rappresentanti nazionale, per il seggio lasciato dalla deputata di lungo corso Kay Granger. Nelle primarie repubblicane sconfisse l'avversario John O'Shea e successivamente si aggiudicò anche le elezioni generali con il 63,5% dei voti.
Goldman divenne il terzo repubblicano ebreo del 119º Congresso, insieme a David Kustoff e Max Miller.
Ideologicamente, individuò come sue priorità politiche la sicurezza delle frontiere, la difesa del secondo emendamento e la garanzia della libertà religiosa.